# Fracara viridata
Fracara viridata là một loài bướm đêm trong họ Noctuidae.